# Andre Ward
Andre Ward (San Francisco, Kalifornia, 1984. február 23. –) olimpiai bajnok amerikai ökölvívó.

## Amatőr eredményei
- 2001-ben nemzeti bajnok középsúlyban
- 2003-ban nemzeti bajnok félnehézsúlyban
- 2004-ben olimpiai bajnok félnehézsúlyban. A negyeddöntőben a kétszeres világbajnok orosz Jevgenyij Makarenkót, az elődöntőben az üzbég Utkirbek Haydarovot, a döntőben a fehérorosz Mahamed Ariphadzsijevet győzte le.

## Profi karrierje
Az olimpia után rögtön profinak állt, azóta mérlege 27 győzelem (14 KO/TKO), 0 vereség.
2009. november 21-én a dán Mikkel Kessler legyőzésével megszerezte a Bokszvilágszövetség (WBA) világbajnoki címét.